# 佐川旭
佐川 旭（さがわ あきら、1951年 - ）は、日本の建築家。 

## 略歴
- 1976年　日本大学工学部建築学科卒業
- 1976年　坂田デザイン研究室勤務
- 1980年　毛綱毅曠建築事務所勤務
- 1982年　佐川旭建築設計室として独立
- 1989年　佐川旭建築研究所設立
- 2004年　第7回日本木青連木材活用コンクール最優秀賞受賞
- 2010年　女子美術大学非常勤講師

## 著書
- つくるならこんな家　住宅新報社
- 世代を超えた住まいづくり　IMS出版
- エコハウスの設計　オーム社（共著）
- 地域力をつくる建築　建築ジャーナル
- 一戸建てはこうしてつくりなさい　ダイヤモンド社
- 家庭が崩壊しない間取り　マガジンハウス
- ウッドデッキから「んちゃ！」　アールズ出版

## 代表作
- 2001年　東北本線 紫波中央駅待合施設
- 2004年　紫波町立虹の保育園
- 2004年　上平沢小学校（平成15年度木材活用コンクール最優秀賞）
- 2006年　横浜・久成寺（社団法人日本銅センター賞）
- 2007年　学校法人 石川高等学校体育館
- 2007年　紫波町立星山小学校（平成20年度公立学校優良施設に選定）